# دیک گریسون
ریچارد جان «دیک» گرِیسون (به انگلیسی: Richard John “Dick” Grayson) یک شخصیت خیالی ابرقهرمان در کتاب‌های کامیک آمریکایی منتشر شده توسط دی‌سی کامیکس است که اغلب با شخصیت بتمن مرتبط است. این شخصیت توسط نویسنده بیل فینگر و طراح باب کین خلق شده‌است که برای نخستین بار در شمارهٔ ۳۸ از مجموعه کمیک‌های کارآگاهی (آوریل ۱۹۴۰) به عنوان اولین تجسم از شخصیت رابین حضور پیدا کرد. سپس این شخصیت در شمارهٔ ۴۴ از داستان‌های تایتان‌های نوجوان از نقش خود به عنوان رابین کناره‌گیری نمود و پرسونا شخصیت ابرقهرمان نایت وینگ را به عهده گرفت که بوسیلهٔ مارو وولفمن و جرج پرز خلق شده‌است.